# N'Tossoni
N’Tossoni est une commune rurale du Mali de l'arrondissement central de M'Pessoba, dans le cercle de M'Pessoba et la région de Koutiala.

## Villages
La commune s'étend sur cinq localités relevées lors du recensement général de 2009. 
Les villages les plus peuplés sont :
- N'Tossoni (3 947 habitants) ;
- Bamana (944 habitants) ;
- Bambougou (943 habitants).

En 2023, la loi 2023-007 attribue à la commune cinq villages, fractions ou quartiers :
- N'Tossoni ;
- Diela ;
- Bambougou ;
- Bamana ;
- Toula.